# Tomomori Taira
Tomomori Taira (1152–1185) byl jeden z nejznamenitějších samurajů své doby. Měl velkou zásluhu na vítězství v bitvě na řece Udži v roce 1180.

## Vojenský život
Jeho smělý útok přes řeku se stal příkladnou ukázkou nejlepších tradic vojenského umění samurajů. Tomomori poté vedl útok na chrám Miideru, který patřil vojenskému mnišskému řádu, a zničil ho tak důkladně, že v těchto místech nebyla až do konce Gempeiské války pozvednuta jediná zbraň. V tomto případě přitom čelil impozantní armádě mnichů, chráněné hrabou z dřevěných štítů a poražených stromů. Avšak Tomomoriho bratři a bratranci jeho vojenské schopnosti nesdíleli, a tak Tairové vítězili jen v případech, kdy velel Tomori osobně.

### Bitva u Sunomaty
V roce 1181 dosáhl také významného úspěchu v bitvě u Sunomaty, kde Minamotům velel Jošiiův strýc Jukiie Minamoto. Armády od sebe dělila řeka, kterou Minamotové v noci překročili s nadějí, že se jim podaří nečekaný útok. Tairové je nechali vniknout do svého ležení a zde je pobili. Nepřátele odlišili od vlastních vojáků snadno, protože Minamotové byli celí promáčení. Ti, kteří přežili, byli přinuceni vrátit se přes řeku zpátky. Jukiie Minamoto se při ústupu od Sunomaty pokusil postavit nepříteli u mostu přes Jahagigawu, který zničil, a na jeho místě nechal vztyčit obrannou hradbu ze štítů. Tairové ho nakonec přinutili k ústupu, ale od dalšího pronásledování upustili, protože Tomomori Taira onemocněl. Ukázalo se také, že v době, kdy byl Jošicune na vzestupu, byl právě Tomomori hlavním stratégem svého rodu, Byl přítomen u Ičinotani i u Jašimy a po všech nezdarech se mu podařilo postavit Tairy znovu na nohy.

### Bitva u Dannoury
Tomomori utrpěl konečnou porážku v námořní bitvě u Dannoury v roce 1185, která ukončila Gempeiskou válku. Patří k nejosudovějším bitvám v dějinách Japonska a v sázce bylo mnoho, protože na jedné z tairských lodí se nacházel dětský císař Antoku. Z analýzy bitvy u Dannoury je zřejmé, že k vítězství měly blízko obě strany. Na počátku zaujal výhodnější postavení Tomomori Taira. Byl zkušeným námořníkem a dějiště bitvy dobře znal. Oproti tomu Jošicune neměl s plavbou po moři žádné zkušenosti a musel spoléhat na jednotlivé kapitány, kteří se postavili na stranu Minamotů. Řečeno slovy Příběhu rodu Taira: Tomomori připomněl svým přívržencům, že "stejně jako v Indii a Číně, ani v naší zemi nemůže zvítězit armáda, které není osud nakloněn, byť by měla toho nejlepšího vojevůdce a nejudatnější válečníky".
Bitva začala soubojem lučištníků na dlouhý dostřel. Tairové se zprvu chopili iniciativy, protože díky přílivu byli ve výhodě, navíc patrně Tomomori Taira využil i svých znalostí mořských proudů v úžině. Na začátku bitvy, kdy ve Vnitřním moři pomalu nastával příliv, se jeho lodě pokusily obklíčit loďstvo Minamotů. Trvalo to však déle, než Tomomori předpokládal. V jedenáct hodin dopoledne se obě flotily konečně utkaly, došlo i na boj mečem a dýkami. Přibližně ve stejnou dobu ovšem nastal odliv a voda z úžiny začala mizet. Tím získali výhodu Minamotové a plně jí využili. Události se zvrátily v jejich prospěch a vítězství měli takřka jisté.
Jeden z tairských velitelů, Miura Jošizumi, navíc své spolubojovníky zradil a napadl Tairy zezadu. Minamotové se mezitím dovtípili, že císař se nachází na největší lodi celé flotily. Miura Jošizumi jim prozradil, kde přesně se nalézá, takže Minamotové zaměřili svůj útok na správný cíl. Jejich lučištníci soustředili palbu na veslaře a kormidelníky, a tairské lodi se brzy vymkly kontrole a začal je unášet odliv. Když si Tairové uvědomili, že je pro ně bitva ztracena, mnoho z nich spáchalo sebevraždu. Byl mezi nimi i Tomomori Taira, který zvolil dramatický způsob smrti.

## Legenda
Podle díla Heike Monogatari neboli Příběh rodu Taira si oblékl na závěr nešťastné bitvy u Dannoury dvoje brnění, aby ho dokázalo stáhnout ke dnu, sevřel v náručí svého nevlastního bratra Ienagu a společně se vrhli do moře. Jinde se vypráví, že se přivázal ke kotvě a skočil do vln. Tato verze byla ztvárněna v divadle kabuki, v němž Tomomori vystupuje jednak jako válečník, jednak jako duch.
Tomomori Taira byl bezesporu nejznamenitějším samurajským velitelem svého slavného, ale k záhubě odsouzeného rodu. Vynikl jako vůdce na bitevním poli i jako vzor samurajských ctností.

## Použitá literatura
- Stephen Turnbull Samurajští velitelé 940–1576 Praha: Grada ISBN 978-80-247-1893-4